# 多羅尾光睦
多羅尾 光睦（たらお みつちか、1957年8月23日 - ）は、日本の地方公務員。東京都港湾局長兼東京臨海高速鉄道取締役、東京都生活文化局長、東京都総務局長、東京都副知事、東京オリンピック・パラリンピック競技大会組織委員会副会長、東京都職員共済組合理事長を経て、東京都参与、建設資源広域利用センター代表取締役社長、東京都競馬代表取締役社長。

## 経歴
東京都立武蔵高等学校を経て、1980年青山学院大学法学部を卒業し、東京都入庁。2004年東京都立保健科学大学事務局長。2006年東京都総務局行政改革調整担当部長。2007年東京都港湾局総務部長。2010年東京都人事委員会事務局長。2012年東京都港湾局長、東京臨海高速鉄道取締役。
東京都生活文化局長を経て、2016年から東京都総務局長を務め、2020年東京オリンピックに向け、LGBT担当部局の設立などを進めた。
2018年からは東京都副知事として、総務局、福祉保健局、産業労働局、港湾局、東京消防庁、青少年・治安対策本部、病院経営本部、選挙管理委員会、人事委員会、公安委員会、労働委員会を担当。
2019年から総務局、オリンピック・パラリンピック準備局、産業労働局、港湾局、東京消防庁、人事委員会、公安委員会を担当し、東京オリンピック・パラリンピック競技大会組織委員会副会長や、東京都職員共済組合理事長、東京マラソン財団評議員、嘉納治五郎記念国際スポーツ研究・交流センター評議員なども務めた。
2020年には小池百合子東京都知事に関する告発本『築地と豊洲』を出版した澤章東京都環境公社理事長に対し、理事長として問題があったわけではないとしつつ、「都として決めたこと」として解任を言い渡した。
2021年6月には、小池百合子が過労により静養しため、公務代理を務めた。
2021年10月24日、副知事を退任。同月から東京都参与（新型コロナウイルス感染症に係る危機管理対応等に関すること）を務めたほか、建設資源広域利用センター代表取締役社長にも就任。
2023年3月30日、東京都競馬代表取締役社長に就任。

## 人物
趣味は鉄道。休日は「青春18きっぷ」でローカル線を延々乗り歩く。鉄道の信号の歴史を約30年間研究しており、鉄道専門雑誌に寄稿している。
座右の銘は「一日一生」。